# 今久保哲大
今久保 哲大（いまくぼ てつお、1946年 - ）は、日本の実業家。新日本製鐵代表取締役副社長、日鐵商事代表取締役社長、鉄鋼産業懇談会会長、産業環境管理協会資源・リサイクル促進センター副会長等を歴任した。

## 人物・経歴
高知県出身。1970年一橋大学商学部商学科を卒業し、新日本製鐵（現新日鉄住金）入社。2001年取締役海外営業部長。2003年取締役鋼管事業部鋼管営業部長。2005年常務取締役薄板事業部長。2008年代表取締役副社長。2009年から日鐵商事（現日鉄住金物産）代表取締役社長を務め、住金物産との合併を主導した。2013年日鉄住金物産取締役相談役。
この間、日鉄鋼板取締役、鉄鋼産業懇談会会長、日本鉄鋼連盟理事、スチール缶リサイクル協会理事長、産業環境管理協会資源・リサイクル促進センター副会長、日本プロジェクト産業協議会理事、機動隊員等を励ます会理事等を歴任した。